# Óscar Fernández Moraleda
Óscar Fernández Moraleda (Madrid, España, 17 de junio de 1971) es un exfutbolista español que se desempeñaba como lateral diestro.
Óscar ha sido el tercer jugador que más veces ha vestido la camiseta Pepinera,con  un total de 300 partidos. Jugó todas las temporadas del equipo pepinero durante su primera etapa en Segunda menos la última campaña cuando abandonó el "Lega" con la llegada del promotor argentino Daniel Grinbank y su equipo técnico.

## Clubes
| Club             | País   | Año       |
| ---------------- | ------ | --------- |
| CD Leganés       | España | 1994-2003 |
| Cultural Leonesa | España | 2003-2004 |

## Trayectoria
Durante su etapa como futbolista jugó como lateral derecho , utilizando el número 2 durante la mayor parte de su carrera. Un jugador limpio , disciplinado , un gran capitán y sobre todo un jugador muy querido por los hinchas pepineros . Uno de los mejores recuerdos que dejó como jugador del Leganés fue el gol que metió en el estadio Vicente Calderón contra el Atlético estableciendo el 0-1 en el marcador , partido que acabaría ganando el "Lega" por 0-2 .
Debutó en 2.ª división como local ante el Villareal en el Estadio Municipal de Butarque . Jugó durante 9 temporadas con el "Lega" y en todas ellas jugó más de 32 partidos , llegando incluso a los 41 , excepto en una temporada que no pudo jugar más de 13 por una lesión que se lo impidió . Óscar consiguió 7 tantos con el conjunto pepinero en liga , 2 en la temporada 1999-00 y 5 en la temporada 2001-02 y 1 tanto en Copa del Rey ante el Manchego . Su último partido con la camisa del "Lega"  fue en la temporada 2002-03 ante el Real Oviedo.